# Great Western Greenway
La Great Western Greenway, in gaelico irlandese "Bealach Mór an Iarthair" è una greenway della contea di Mayo, in Irlanda. Lunga 42 chilometri, costeggiando la Clew Bay, parte da Westport e termina ad Achill, dopo avere attraversato i centri di Mulranny e Newport.
Il percorso è interamente off-road, a parte 3 chilometri lungo cui la Greenway passa per il piccolo centro di Kilbride. È percorribile sia a piedi, sia a cavallo sia in bicicletta e si stima che il percorso sia completato giornalmente da 300 persone. Il costo complessivo per la realizzazione ammontò a 3 milioni di euro. L'importanza dell'opera e la qualità del lavoro svolto sono stati premiati con l'inserimento nel Progetto EDEN.

## Progetti
Visto il successo turistico dell'opera sono stati stanziati 1.8 milioni di euro per prolungare la Green fino a Castlebar, il centro abitato più grosso della contea e fino alle pendici del Croagh Patrick, la montagna sacra d'Irlanda.